# Windpark Bad Saulgau
Der Windpark Bad Saulgau ist ein Windpark in der Nähe von Bad Saulgau. Der 2019 eröffnete Windpark wird von der Firma Uhl Windkraft Projektierung GmbH & Co. KG betrieben. Er befindet sich auf dem Schellenberg nahe der Gemeinde Allmannsweiler, auf den Gemarkungen Bierstetten und Braunenweiler.

## Kenndaten
Die drei Vestas V136-3.45 MW Windenergieanlagen wurden im Dezember 2019 in Betrieb genommen und verfügen über eine installierte elektrische Gesamtleistung von 10,35 Megawatt. Jede einzelne Anlage ist für eine Nennleistung von 3.450 kW ausgelegt.
Die Anlagen arbeiten mit einer Pitchregelung sowie variabler Drehzahl. Sie schalten bei einer Windgeschwindigkeit von 3 m/s ein, erreichen bei 22,5 m/s die Abschaltgrenze und nehmen den Betrieb bei 20 m/s wieder auf. Der Betriebstemperaturbereich erstreckt sich von −20 °C bis +45 °C, wobei ab 30 °C eine Leistungsdrosselung erfolgt. Der maximale Schallleistungspegel beträgt 105,5 dB(A) (mit Sägezahnhinterkante).

### Dimensionen und Aufbau
Die Nabenhöhe der Anlagen beträgt 149 Meter, was zu einer Gesamthöhe von 217 Metern führt. Der Rotordurchmesser ist 136 m, was eine überstrichene Drehfläche von 14.527 m² abdeckt. Die 66,7 m langen Rotorblätter, mit einer maximalen Profilsehne von 4,1 Metern, sind mit drei Pitchzylindern für die aerodynamische Bremse ausgestattet. Ein einzelnes Rotorblatt hat ein maximales Transportgewicht von 70 metrischen Tonnen. Die Gondel ist 12,8 m lang, 4,2 m breit und 6,9 m hoch.

### Elektrische Eigenschaften und Getriebe
Die Windenergieanlagen arbeiten mit einer Frequenz von 50/60 Hz und sind mit einem Vollumrichter ausgestattet. Das Getriebe setzt sich aus zwei Planetenstufen und einer Stirnradstufe zusammen.

## Anlagenübersicht
| Foto |                 | Baujahr | Name           | Standort | Beschreibung               | Metadaten                  | Einzelnachweise |
| ---- | --------------- | ------- | -------------- | -------- | -------------------------- | -------------------------- | --------------- |
| BW   | Datei hochladen | 2019    | WEA · Wikidata | Standort | Inbetriebnahme: 20.12.2019 | P84(Architekt): P131(Ort): | [ 5 ]           |
| BW   | Datei hochladen | 2019    | WEA · Wikidata | Standort | Inbetriebnahme: 17.12.2019 | P84(Architekt): P131(Ort): | [ 6 ]           |
| BW   | Datei hochladen | 2019    | WEA · Wikidata | Standort | Inbetriebnahme: 23.12.2019 | P84(Architekt): P131(Ort): | [ 7 ]           |